# Linux Cairo-dock
Un dock est une fonctionnalité d'interface graphique informatique, popularisé par Mac OS X. Cairo-dock est une barre de lancement d'applications animée qui apparaît sur le bureau et qui possède de nombreux applets (greffons) détachables du dock en desklets (gadgets).

## Documentation
Il est facile d'ajouter des applications dans le dock, par un glisser-déposer à partir du sélecteur d'applications. Pour enlever une application du dock, il suffit d'un glisser-déposer vers l'extérieur.
La personnalisation des icônes est possible.